# Quận Yates, New York
Quận Yates (tiếng Anh: County) là một quận trong tiểu bang New York, Hoa Kỳ. Quận lỵ là thành phố Penn Yan 6. Theo điều tra dân số năm 2000 của Cục điều tra dân số Hoa Kỳ, quận này có dân số 24.621 người 2.